# Tâm lý chống Kitô giáo

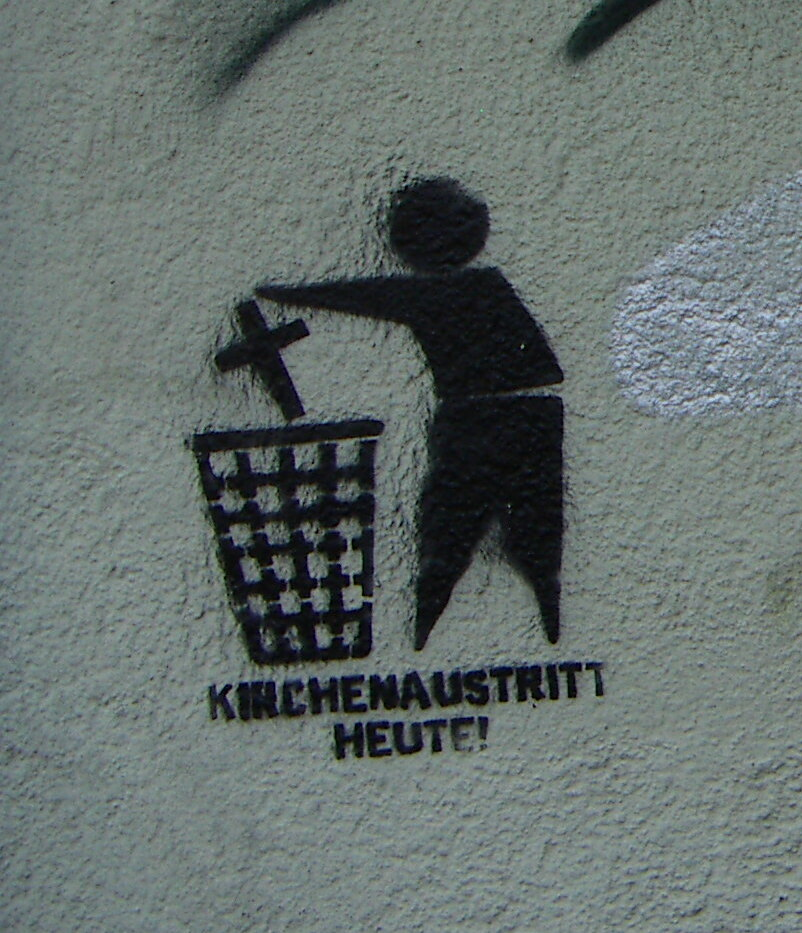
Chữ graffiti chống Kitô giáo tại Viên, Áo với nội dung Kirchenaustritt heute!

Tâm lý chống Kitô giáo là nguyên nhân gây ra sự căm ghét, phân biệt đối xử, thành kiến và nỗi sợ đối với tín hữu Kitô giáo, đạo Kitô giáo và các thực hành của tôn giáo này. Tâm lý này cũng là một kiểu bất khoan dung tôn giáo và kỳ thị tôn giáo. Những người chống Kitô giáo có thể là tín hữu của các tôn giáo ngoài Kitô giáo hoặc là những người theo chủ nghĩa thế tục. Hậu quả mà tâm lý chống Kitô giáo gây ra có thể là phát ngôn thù hận, sự khuyến khích thực hiện tội ác do thù hận, sự thành lập các nhóm thù hận hoặc là các hành vi kỳ thị khác. Tâm lý chống Kitô giáo lan rộng có thể gán sự kỳ thị của xã hội lên các Kitô hữu hoặc tín ngưỡng Kitô giáo, gây ra sự bất bình đẳng xã hội đối với Kitô hữu.
Tâm lý này thi thoảng được gọi trong tiếng Anh là Christophobia, mặc dù thuật từ này bao hàm "tất cả các dạng kỳ thị và bất khoan dung đối với các Kitô hữu", theo Liên Hội đồng Giám mục châu Âu.

## Thời Hy-La cổ điển
Tâm lý chống Kitô giáo hình thành vào thế kỷ 1 sau công nguyên tại Đế quốc La Mã. Người dân thành Roma và các nhà chức trách đương thời có cái nhìn ngờ vực đối với sự phát triển đều đặn của phong trào Kitô giáo, tạo điều kiện khởi phát cuộc bách hại Kitô hữu đầu tiên tại Đế quốc La Mã. Trong thế kỷ 2, Kitô giáo bị coi là một phong trào tiêu cực theo hai giai đoạn: giai đoạn thứ nhất đặc trưng bởi sự buộc tội của người La Mã đối với tín hữu Kitô giáo dựa vào các nguyên tắc đạo đức của nước mình, kéo dài nhiều thập kỷ; giai đoạn thứ hai diễn ra vào cuối thế kỷ 2, khi nhiều tranh cãi về Kitô giáo bắt đầu nảy sinh trong giới tri thức.
Người ta có thể nhận biết được tâm lý chống Kitô giáo khi đọc Kinh Thánh Tân Ước, và dường như tâm lý này đã được Đức Jesu Nazareth biết trước, vì các tiên đoán của ông đã được các tác giả của các sách Tin Mừng minh chứng bằng tư liệu. Tâm lý chống Kitô giáo sơ khởi không chỉ được biểu lộ bởi người La Mã, mà còn bởi người Do Thái. Bởi vì Kitô giáo là một giáo phái phát sinh phần lớn từ Do Thái giáo vào thời điểm đó, nên tâm lý này nói lên sự tức giận của một tôn giáo có tiếng đối với một tôn giáo mới và mang tính cách mạng. Paulus xứ Tarsus, người đã nhiều lần bách hại các Kitô hữu trước khi trở thành Kitô hữu, đã nêu bật lên rằng sự kiện đóng đinh Đức Jesu vào thập giá là một "chướng ngại vật" đối với người Do Thái, và rằng một đấng Messias phải chết trên thập giá là một sự xúc phạm đối với một số người Do Thái vì họ đã chờ đợi một đấng Messias có những đặc điểm khác Đức Jesu.

## Thời Trung cổ
Muḥammad (570 – 632) từng nói rằng: "Tôi sẽ trục xuất tất cả người Do Thái và Kitô hữu khỏi bán đảo Ả Rập, không giữ lại một người nào ngoài các tín hữu Islam". Sir William Muir cho rằng Muḥammad "ghê tởm thánh giá đến nỗi bất cứ vật nào trong nhà mang trên mình hình thập giá đều bị ông đập cho vỡ nát". Theo một ḥadīth của truyền thống Islam giáo, vợ của Muḥammad là bà 'Ā'ishah từng nói rằng: "Tôi chưa bao giờ có ý định mang vào tư gia của Tiên tri một thứ gì có hình ảnh hoặc có hình thập giá nhưng ông ấy đã phá sạch tất cả những thứ ấy". Muḥammad cũng nói tiên tri rằng vào thời Jesu giáng sinh lần thứ hai, ông sẽ bẻ gẫy cây thập giá (tức là xóa sổ Kitô giáo), bãi bỏ thuế jizya áp trên đầu người Kitô hữu, buộc họ phải chọn hoặc là cải sang đạo Islam hoặc là chịu chết, và rằng thánh Allāh sẽ xóa sổ tất cả các tôn giáo khác ngoài đạo Islam.
Khalip Abū Bakr từng bảo với các tín hữu Islam sơ khởi rằng:
Các anh em cũng sẽ gặp những người của quỷ Satan bái thờ Thánh giá [Kitô hữu]. Họ cạo trọc tóc trên đỉnh đầu và để lộ ra hộp sọ [giới tu sĩ]. Anh em hãy chém đầu một số người trong số họ cho tới khi họ hoặc là chấp nhận theo đạo Islam hoặc là chịu nộp thuế jizya trong ô nhục. Giờ đây ta đặt anh em trong tay thánh Allāh, nguyện xin Người bảo vệ anh em.
Về chủ đề tâm lý chống Kitô giáo lịch sử của các tín hữu Islam sơ khởi, giáo sư Sidney H. Griffith từng giải thích rằng "Thánh giá và các ảnh tượng tuyên bố công khai một số điểm trong tín ngưỡng Kitô giáo, mà theo quan điểm của các tín hữu Islam, đã bị Kinh Qur'ān phủ nhận: rằng Đức Kitô là Con Thiên Chúa và đã chết trên cây thập giá". Vì lí do đó, "việc người Kitô hữu tôn kính Thánh giá, ảnh tượng Chúa Kitô và các thánh luôn khơi dậy trong lòng tín hữu Islam một thái độ khinh thường", và cũng vì thế mà thời đó từng tồn tại một "chiến dịch nhằm xóa bỏ các biểu tượng Kitô giáo phổ cập [tại các vùng đất Kitô giáo xưa, chẳng hạn như Ai Cập và Syria], cách đặc biệt nhắm đến biểu tượng Thánh giá hiện diện tại khắp mọi nơi. Đã có nhiều bằng chứng khảo cổ cho thấy nhiều tranh ảnh [và Thánh giá] Kitô giáo bị phá hoại trong thời kỳ Islam giáo sơ khai, xảy ra trong các cuộc xung đột với người Islam giáo – những người mà truyền thống tôn kính Kitô giáo khơi gợi".
Một luật gia lỗi lạc người Al-Andalus tên là Ibn Rushd từng ra lệnh rằng: "các thánh giá mạ vàng [mà ta tước đoạt được] phải được phân thành nhiều mảnh trước khi mang đi phân phát". "Còn đối với các sách thánh của họ [Kinh Thánh], ta buộc phải tìm cách triệt tiêu chúng", ông nói thêm (về sau ông đã đính chính lại rằng nếu như không thể xóa hết được chữ viết trong một cuốn sách thánh của Kitô giáo để đem bán dưới dạng một quyển sách trống rỗng thì phải đem thiêu hủy nó đi). Trong thời kỳ này, có một bài luận thuyết chống Kitô giáo với tựa đề "Búa [để đập bỏ] thánh giá" được xuất bản tại Al-Andalus.

Nhà thơ người Ba Tư Mu'izzī đã thúc giục cháu của mình là Sultan Alp Arslan phải tiệt trừ và tiêu diệt tất cả người Kitô giáo trên thế giới thông qua một cuộc diệt chủng:
Vì lợi ích của tôn giáo Ả Rập, hỡi đức vua hay chống quân dị giáo, bổn phận của ngài chính là giải phóng nước Syria do các thượng phụ và giám mục làm thủ lãnh, và quét sạch các linh mục và tu sĩ ra khỏi xứ Rûm [Tiểu Á]. Ngài hãy giết chết những con chó đáng ghê tởm và những sinh vật thảm hại ấy... Ngài hãy... cắt cổ chúng... Hãy biến đầu của lũ người Frank thành những trái mã cầu trên sa mạc và biến tay chân của chúng thành những cây vồ cán dài.
Marco Polo từng đi khắp phương Đông trong suốt thế kỷ 12 và đưa ra một nhận xét về dân xứ Ả Rập: "Những người định cư ở đây toàn là người Saracen [tín hữu Islam] và họ cực kỳ căm ghét những người theo đạo Kitô". Ông Polo cũng cho rằng: "quả thật, tất cả người dân Saracen đều có một điểm chung, đó là họ hiệp ý chúc dữ cho tất cả Kitô hữu trên khắp địa cầu".

## Thời Cận đại
Trong thời kỳ Cải cách Kháng nghị, tâm lý chống Kitô giáo phát triển mạnh mẽ với sự trỗi dậy của chủ nghĩa vô thần. Trong Triều đại Khủng bố (một giai đoạn của cuộc Cách mạng Pháp), các nhà cách mạng cực đoan và bè phái của họ mong ước thực hiện một cuộc cách mạng văn hóa nhằm triệt tiêu mọi ảnh hưởng của Kitô giáo khỏi nhà nước Pháp. Vào năm 1789, đất đai của nhà thờ bị cưỡng đoạt và các linh mục hoặc phải chịu chết hoặc bị trục xuất khỏi nước Pháp. Đến năm 1792, các giáo sĩ không tuyên thệ với nhà nước (tiếng Pháp: clergé réfractaire, n.đ. 'giáo sĩ bướng bỉnh') bị nhắm đến và dần bị thay thế bởi các linh mục triều thuộc phái Jacobin. Năm 1793 chứng kiến sự gia tăng trong tâm lý chống Kitô giáo khi nhà nước Cách mạng Pháp tiến hành chiến dịch xóa bỏ Kitô giáo, thành lập nhiều tín ngưỡng luân lý mới, trong đó có tín ngưỡng sùng bái Đấng Tối cao thuộc tự nhiên thần luận và tín ngưỡng sùng bái Lý tính thuộc vô thần luận. Nhiều linh mục và nữ tu Công giáo người Pháp đã bị bức tử trong những vụ đuối nước ở Nantes do Jean-Baptiste Carrier chỉ đạo. Vụ đuối nước đầu tiên được thực hiện vào đêm ngày 16 tháng 11 năm 1793. Các nạn nhân bao gồm 160 linh mục bị giam giữ và bị Hội nghị Quốc ước coi là các "giáo sĩ bướng bỉnh".

## Thời Hậu cận đại

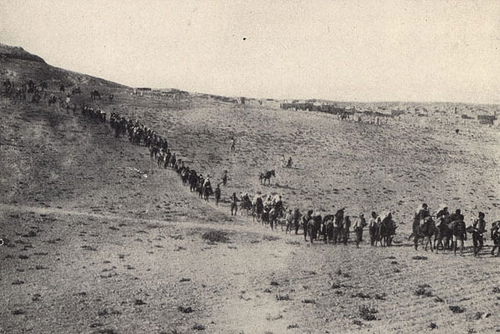
Các tín hữu Kitô giáo tại Đế quốc Osman chạy trốn khỏi nhà mình, k. 1922. Nhiều Kitô hữu phải chịu bách hại hoặc là chịu chết trong các cuộc diệt chủng người Armenia, người Hy Lạp và người Assyria.

Khi nhà văn người Anh Charles Montagu Doughty chu du bán đảo Ả Rập, ông được người Ả Rập du cư ở địa phương cho biết rằng: "Ông đã được an toàn ở nước của ông, và rất có thể ông sẽ tiếp tục được an toàn ở đó; nhưng vì ông đang ở xứ sở của người Moslemin [người theo đạo Islam], Thiên Chúa đã đưa ngài vào tay của chúng tôi để chịu chết—và ngài truyền cho chúng tôi tiêu diệt tất cả người Naṣārā [Kitô hữu]! Các người sẽ bị thiêu đốt dưới hỏa ngục cùng với Shayṭān [Satan], cha các người". Ông Doughty cũng ghi lại việc người Hồi giáo ở Ả Rập nài xin thánh Allāh "nguyền rủa và tiêu diệt" người Do Thái và người theo Kitô giáo khi đi bộ xung quanh Kaʿbah.
Nhiều Kitô hữu phải chịu bách hại hoặc là chịu chết trong các cuộc diệt chủng người Armenia, người Hy Lạp và người Assyria. Benny Morris và Dror Ze'evi cho rằng nạn diệt chủng người Armenia và các cuộc đàn áp Kitô hữu khác ở Đế quốc Osman (diệt chủng Hy Lạp, diệt chủng Assyria) cấu thành nên một cuộc diệt chủng lớn do Đế quốc Osman thực hiện trên các thần dân theo Kitô giáo của nước mình.
Vụ danh phiếu (tiếng Pháp: Affaire des fiches) là một sự kiện chính trị gây phẫn nộ trong công chúng nổ ra vào năm 1904 tại Pháp, trong thời kỳ Đệ Tam Cộng hòa. Từ năm 1900 đến năm 1904, các chính quyền tỉnh, các hội quán Tam Điểm (loges) thuộc Đại hội quán tại Pháp cùng một số mạng lưới tình báo khác đã tạo ra các trang tính dữ liệu và thiết lập một hệ thống giám sát bí mật bao gồm thông tin của toàn bộ sĩ quan trong quân đội nhằm đảm bảo rằng những sĩ quan theo Kitô giáo sẽ không được thăng quan tiến chức, trong khi những sĩ quan có "tư tưởng tự do" thì ngược lại.
Cuộc khởi nghĩa Cristero (1926–1929) là một phong trào đấu tranh rộng khắp tại Tại miền Trung và miền Tây nước México để phản đối việc thi hành các điều khoản thế tục và chống giáo quyền tại Hiến pháp của nước này. Cuộc khởi nghĩa được dấy lên nhằm đáp trả lại một sắc lệnh hành pháp của Tổng thống México đương thời là ông Plutarco Elías Calles, một động thái mà sau này được gọi là đạo luật Calles; theo đó ông yêu cầu điều 130 của Hiến pháp được thi hành cách nghiêm ngặt hơn. Âm mưu của Tổng thống Calles là loại bỏ quyền lực của Giáo hội Công giáo tại México, của các tổ chức có liên kết với Giáo hội Công giáo México và đàn áp lòng mộ đạo của quần chúng nhân dân. Trong nỗ lực thi hành đạo luật này, Calles đã tịch thu tài sản của Giáo hội, trục xuất các linh mục người nước ngoài, đóng cửa tu viện nam, tu viện nữ và trường học có tôn giáo. Một số người coi Calles là lãnh đạo của một nhà nước vô thần và xem chương trình của ông như một phương cách tiệt trừ tôn giáo tại México. Thống đốc bang Tabasco là ông Tomás Garrido Canabal đã thực hiện nhiều cuộc bách hại nhằm vào Giáo hội Công giáo tại bang của mình, khiến nhiều linh mục và giáo dân tử vong và hầu hết các công trình tôn giáo bị phá hủy.
Nạn Khủng bố Đỏ tại Tây Ban Nha đã gây ra nhiều hành vi bạo lực, bao gồm việc trưng dụng và đốt phá các tu viện nam, tu viện nữ và nhà thờ. Cuộc đảo chính bất thành tháng 7 năm 1936 đã mở màn cho một cuộc tấn công ác liệt nhằm vào những người bị giới cách mạng trong địa phận của quân Cộng hòa coi là kẻ thù: "trong nhiều tháng sau đó, ở những nơi nào mà khởi nghĩa bất thành, một người chỉ cần là linh mục, tu sĩ, một người lính theo đạo Công giáo hay là một thành viên của một tổ chức mang tính mộ đạo hoặc tông đồ là đã đủ để bị hành quyết không qua xét xử".

Mặc dù chính quyền Đức Quốc Xã chưa từng tuyên bố một Kirchenkampf (n.đ. 'chiến tranh giáo hội') chống lại các giáo hội Kitô giáo, các quan chức hàng đầu của chính quyền Quốc xã từng thoải mái bày tỏ sự khinh thường của họ đối với các giáo huấn của Kitô giáo trong các cuộc trò chuyện riêng tư. Tư tưởng Quốc Xã mâu thuẫn với đức tin Kitô giáo truyền thống về nhiều chiều kích – các đảng viên Quốc Xã chỉ trích quan niệm của Kitô giáo về "sự ôn nhu và tội lỗi" và cho rằng những quan niệm này "đè nén bản năng thô bạo cần thiết đối với chủng tộc Aryan nhằm phòng ngừa việc bị các chủng tộc thấp kém hơn thống trị". Những phần tử cực đoan có quan điểm chống giáo hội cách xông xáo như Alfred Rosenberg và Martin Bormann coi sự đối đầu với các giáo hội là mối quan tâm được ưu tiên, và tâm lý chống giáo hội cũng như chống giáo quyền rất thịnh hành trong giới hoạt động đảng ở cơ sở. Bản thân Hitler là một người coi thường Kitô giáo, theo như lời văn của Alan Bullock:
Trong mắt của Hitler, Kitô giáo là một tôn giáo chỉ dành cho những kẻ làm tôi tớ; cách riêng, ông ấy căm ghét các giá trị luân lý của Kitô giáo. Hitler cho rằng những lời dạy của Kitô giáo là một cuộc đấu tranh chống lại quy luật chọn lọc tự nhiên thông qua đấu tranh và sự sống sót của cá thể thích nghi tốt nhất.

## Thời Hiện đại

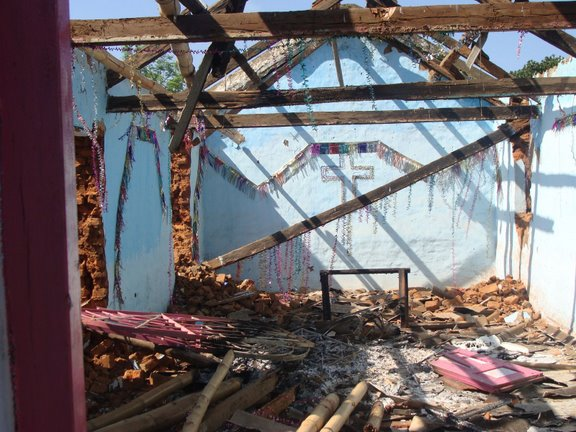
Ngôi nhà thờ bị đốt phá trong vụ bạo lực Kandhamal năm 2008 tại bang Odisha, Ấn Độ.

Bách hại Kitô hữu hậu Chiến tranh Lạnh bao hàm sự bách hại đối với tín hữu Kitô giáo tại châu Phi, châu Mỹ, châu Âu, châu Á và vùng Trung Đông trong giai đoạn từ năm 1989 đến nay.